# Alternativet i Markaryds kommun
Alternativet i Markaryds kommun (ALT) var ett lokalt politiskt parti som var registrerat för val till kommunfullmäktige i Markaryds kommun. Partiet var under mandatperioderna 1994–1998 och 1998–2002 representerat i Markaryds kommunfullmäktige.

## Valresultat
| År   | Röster | %    | Mandat |
| ---- | ------ | ---- | ------ |
| 1994 | 543    | 8,1  | 3 / 39 |
| 1998 | 589    | 9,80 | 4 / 39 |